# Chœur des Cosaques de l'Oural

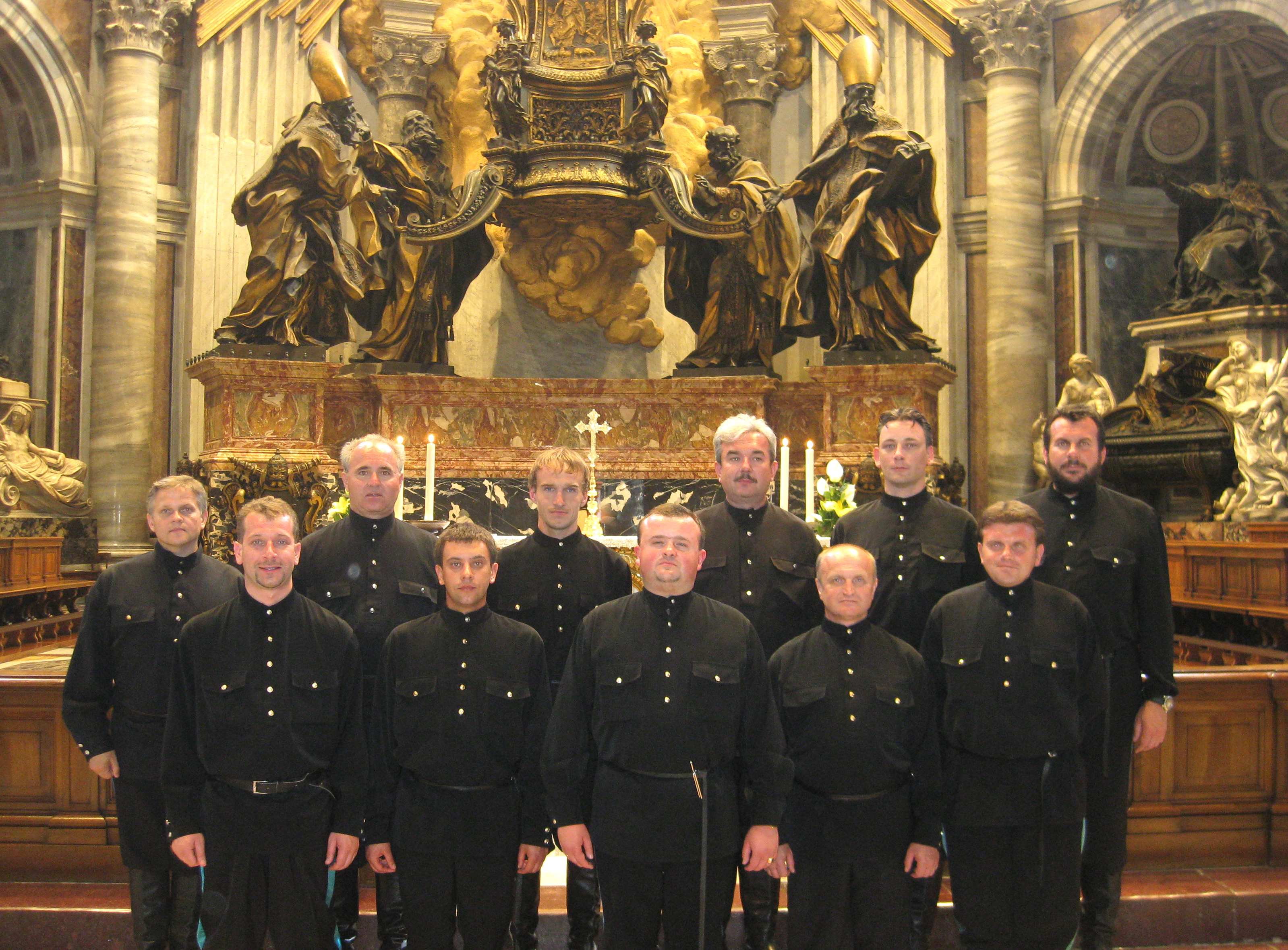
Le chœur des Cosaques de l'Oural en 2009

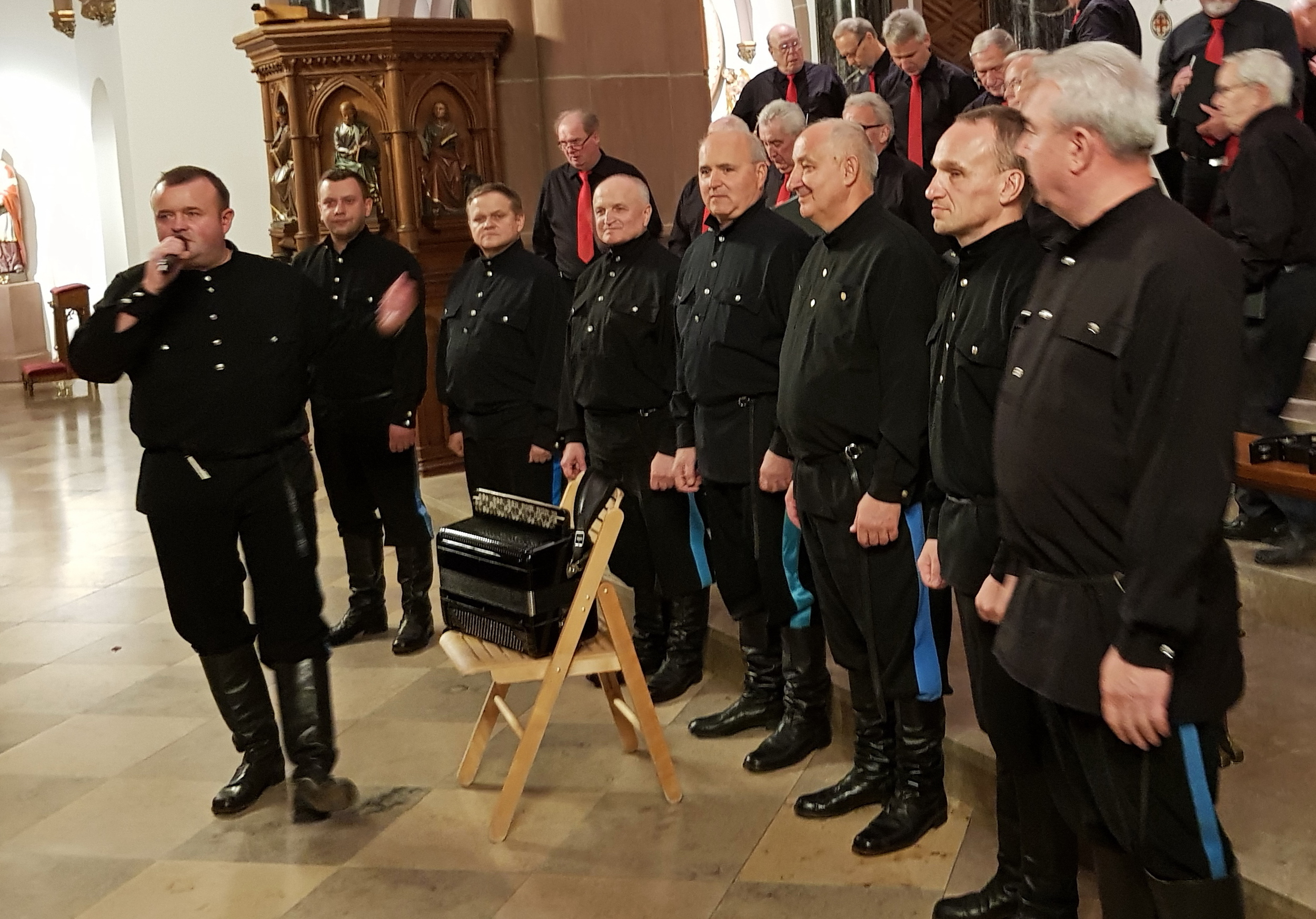
Le chœur des Cosaques de l'Oural en 2019

Le Chœur des Cosaques de l'Oural (en russe : Уральский казачий хор) est un groupe de chanteurs russes et ukrainiens ; leur but est de communiquer au monde le bien culturel de l'Église orthodoxe russe, mais également les chants et traditions du peuple russe.

## Historique
La Révolution russe poussa beaucoup de Russes à émigrer, parmi lesquels beaucoup de Cosaques restés fidèles au tsar. Disséminés dans les différents pays d'Europe et d'Amérique, les familles et les amis furent de nouveau réunis quelques années après le début de leur exil. L'amour de leur terre natale a subsisté dans leur cœur, ils restèrent fidèles à la Sainte Russie des tsars, ils conservèrent avec soin les anciennes chansons et danses populaires.

### Fondation
Le Chœur des Cosaques de l'Oural fut fondé à Paris en 1924 par Andreï Ivanovitch Scholuch. Après la déclaration de la Seconde Guerre mondiale, les membres du Chœur des Cosaques de l'Oural cessèrent leurs concerts, ils furent dispersés dans le monde entier. Après avoir surmonté de nombreux obstacles, en 1956, Andreï Ivanovitch Scholuch reforma le Chœur des Cosaques de l'Oural. Ce nouveau chœur fut formé de chanteurs provenant du Chœur des Cosaques de la Mer Noire. Le membre le plus connu du chœur fut Ivan Rebroff.
En 1972, les membres du groupe vocal ainsi que Andreï Ivanovitch Scholuch devenus trop âgés, le chœur effectua sa dernière tournée.
En 1984, un nouveau Chœur des Cosaques de l'Oural fut formé par un ancien soliste du Chœur des Cosaques du Don, Michael Minsky, il fut composé de jeunes membres de l'ancien chœur et de nouveaux chanteurs. Après le décès en 1988 de son chef de chœur, ce dernier cessa ses concerts.
Quelques années plus tard, le Chœur des Cosaques de l'Oural fut reformé grâce à Wanja Scholuch, le fils du fondateur du chœur.

## Le Chœur des Cosaques de l'Oural en 2008
En 2006-2007, la direction musicale du Chœur a été assurée par Alexander Nefedov, fils de la chanteuse Alexandra. Depuis 2008, c'est l'Ukrainien Vladimir Kozlovskyy qui a repris ce poste.
Dans sa nouvelle formation, le Chœur des Cosaques de l'Oural est composé de Russes et d'Ukrainiens, ils représentent l'ancienne Russie impériale.

### Présentation des choristes
Les choristes se présentent sur scène vêtus de l'uniforme noir avec une bande bleue sur le col de la blouse et sur le côté du pantalon rentré dans des hautes bottes noires (le bleu rappelle la couleur de l'ancien régiment impérial des Cosaques de l'Oural). Le maintien des choristes est comparable à celui des anciennes chorales de la Russie tsariste, mains sur les hanches ou mains dans la ceinture nouant la blouse.

## Extrait de l'Hymne des Cosaques de l'Oural
« Dans les steppes infinies de l'Oural, terre ancienne de guerre sans fin, autrefois pays de liberté, Cosaque plein de gloire, souvent déjà tu subis des coups du destin, toi impressionnant fils de libre monarque... Même sur les terres étrangères je me rappelle le souvenir de ta puissance, du fond de mon âme je t'adresse un grand salut... » I. Tschulkov

## Extrait du répertoire du Chœur des Cosaques de l'Oural

### Chants de l'Église orthodoxe russe
- Hymne des tsars (Musique : Alexeï Lvov - Paroles : Vassili Joukovski)
- Éternel Dieu
- Prière du Moine
- Credo (Piotr Ilitch Tchaïkovski)
- Seigneur aie pitié (Grigory Lvovsky)
- Heureux celui qui ne marche pas sans Dieu (Kievo Petschersky)
- Dieu avec nous (Alexandre Kastalski, 1856–1926)
- Hymne des fils de tsars (M. Lagunov)
- Alléluia (Piotr Ilitch Tchaïkovski)
- Christ est ressuscité
- Douce lumière (Alexandre Arkhangelsky, 1846–1924)
- Prière du soir
- Extrait de Panachida (Messe des morts), (Bakhmetieff)
- Je prie à la force de l'amour (en russe : Коль славен) (Musique : Dmitri Bortnianski - Paroles : Mikhaïl Kheraskov)
- Ave Maria russe
- Longues et prospères années (Dmitri Bortnianski)
- J'aimerais chanter tes louanges
- Mère de Dieu de Potschajev
- Le repos céleste issu de la Messe des morts (Bakhmetieff)

### Chants populaires de la Russie impériale et de l'Ukraine
- Hymne du Chœur des Cosaques de l'Oural (I. Tschulkov)
- La clochette monotone
- Les Bateliers de la Volga (en russe : Эй, ухнем!)
- Ma Russie natale
- Berceuse cosaque (Paroles Mikhaïl Lermontov)
- L'étoile du Nord
- Un régiment de Cosaques est de passage
- Abeille voyageuse
- Chanson du prince Oleg
- Au bord du Terek
- La chanson d'Ataman Platoff
- La mère de la Volga
- Les Cosaques le long du Danube
- Corbeau noir (en russe : Черный Ворон)
- Sérénade
- Lezginka
- Chanson de l'armée tsariste
- Varijanska
- La large rivière Dnieper mugit et gémit
- Les cloches du soir (en russe : Вечерний звон)
- Lac glorieux de Baïkal
- L'imbécile
- Deux chansons Cosaques
- La chanson de la rivière de Kamuschka
- Le coucou
- Lever de soleil
- Kalinka (Ivan Larionov, 1830–1889)
- Stenka Rasin (Dmitri Sadovnikov)
- Plaine ma plaine (en russe : Полюшко-поле) (Musique Lev Knipper)

## À noter
Le Chœur des Cosaques de l'Oural par ses concerts, la vente de ses DVD et divers autres articles, vient en aide aux enfants hospitalisés de l'hôpital Vladimir.
Le lieu de répétition du chœur se situe à Erlangen en Allemagne. Actuellement ils se produisent dans toute l'Europe.

## Œuvre

### Discographie
- Ich bete an die Macht der Liebe (2001)
- Erinnerungen an das Alte Russland Vol. 1 (2006)
- Erinnerungen an das Alte Russland Vol. 2 (2006)
- In den weiten Steppen des Urals (2007)
- Lieder der russischen Seele – Erinnerungen an Alexandra (2007)
- Russische Weihnacht (2007)
- Ivan Rebroff und große russische Chöre (2008)
- Perlen der russischen Kirche (2008)
- Erinnerungen an das letzte Jahrhundert Vol. 1 + 2 (double-CD) (2008)
- Weites Land am Dnjepr – Lieder der Ukraine (2008)
- Schneeverwehtes Russland (2008)
- 80 Jahre Ural Kosaken Chor : Jubiläums-Doppel-CD von 1924 bis 2008 (2008)
- Gott und Welt (2008)
- Stenka Rasins Traum (2009)
- Lieder aus dem alten Russland (2010)
- Chanteurs et danseurs de l‘Oural et balalaïkas d‘Ossipov à Paris (Mono version) (2013)
- Chanteurs et danseurs de l‘Oural et balalaïkas d‘Ossipov à Paris (Stereo version) (2014)
- Les plus beaux chants russes (Mono version) (feat. Andrej Scholuch) (2014, EP)
- Weihnachten in Moskau (2016, compilation avec Meteor, Peter & Paul Chor St. Petersburg, Chœur des Cosaques de l'Oural, Chœur des Cosaques du Don et d‘autres)